# デイヴィッド・テナント
デイヴィッド・テナント（David Tennant, 1971年4月18日 - ）は、イギリスの俳優。スコットランド出身。
舞台俳優としては『ハムレット』のハムレット役で絶賛され、テレビドラマシリーズ『ドクター・フー』の10代目ドクター役として高い知名度を得ている。

## 来歴

### 幼少期
3歳の時に『ドクター・フー』のファンであったため俳優を目指すことを両親に話すが、両親からはもっとありふれた職業に就くようにと諭されている。『ドクター・フー』を全エピソード欠かさず視聴し、当時のドクター役であったトム・ベイカーのサイン会にも参加している。ラルストン小学校とペイズリー・グラマー・スクールで学ぶうちに、英語の教師によって自らの才能に気付くことになる。小学校とグラマー・スクールの両方で舞台に立っている。
11歳で踏んだ初舞台はスコットランドの女優エディス・マッカーサーに注目され、観劇後に「将来は有望な舞台俳優になるだろう」と両親に告げられている。またロイヤル・スコティッシュ・アカデミー・オブ・ミュージック・アンド・ドラマの土曜クラスに通い、16歳の時に最年少でアカデミーに合格。英国俳優労働組合に同姓同名の俳優が既に登録していたため、10代向け音楽雑誌スマッシュ・ヒットに載っていたペット・ショップ・ボーイズのボーカルのニール・テナントから芸名をテナントとする。友人で女優のルイーズ・デラメアとはアカデミー時代から学士号を得るまで共同生活をしていた。

### キャリア

#### 初期
プロとしてはグラマー・スクール時代にデビューを果たしている。16歳の時にグラスゴー保険局の禁煙啓蒙広告に出演し、テレビと学校で放送された。同年子供向け番組"Dramarama"に出演。演劇学校を卒業後の初出演作はアシュリー・ジェンセンと共演したベルトルト・ブレヒト作『アルトロ・ウィの抑え得た興隆』で、数少ない政治劇への出演だった。また当時からテレビ番組にも出ており、スコットランドのシットコム"Rab C. Nesbitt"にトランスジェンダーのバーメイド、ダヴィーナ役で出演している。1990年代はダンディー・レップシアターでの舞台に出演することが多かった。
初めてのテレビ番組でのレギュラーは、1994年放送のスコットランドのテレビドラマシリーズ"Takin' Over the Asylum"の双極性障害を患ったキャンベル役である。撮影中にコメディエンヌアラベラ・ウィアーと出会い、ロンドンへ引越してから5年に渡りウィアー宅で生活。その間に彼女と夫ジェレミー・ノートンの間に出来た子供の名付け親になっている。その後しばらくはウィアーの出演作に出ることが多く、テレビドラマ"Posh Nosh"、『ドクター・フー』のオーディオドラマに出演。また『日蔭のふたり』でクリストファー・エクルストン演じるジュードに対し、頭脳で勝負をしようとする酔っぱらいの大学生役を演じる。後にエクルストンは『ドクター・フー』の9代目ドクターを演じ、前任者となる。
またロイヤル・シェイクスピア・カンパニーで頻繁に舞台俳優としての経験を積んでいく。初舞台は1996年の『お気に召すまま』で、プレイボーイのオーランド役を受けていたが、道化のタッチストーン役になりスコットランド英語で演じた。その後は道化役専門となり、『間違いの喜劇』のシラクサのアンティフォラス、リチャード・ブリンズリー・シェリダン作『恋がたき』のキャプテン・ジャック・アブソルートを演じ、一方で『ロミオとジュリエット』のロミオ役で悲劇的な役も演じた。
更に1998年に発売されたシェイクスピアのオーディオドラマシリーズ"Arkangel Shakespeare"にも出演している。『間違いの喜劇』、『ベニスの商人』、『リア王』、『ロミオとジュリエット』にスコットランド英語で参加。1995年にはロンドンのロイヤル・ナショナル・シアターで、ジョー・オートンの『執事は見た』にニコラス・ベケット役で出演。役柄上全裸で演じることとなった。テレビでは2000年、"Randall & Hopkirk (Deceased)"の第一話にエキセントリックな画家として出演。スコットランド英語で演じた数少ないテレビドラマでの役である。
2002年のクリスマスシーズンに薬局チェーンブーツ・ザ・ケミスツのCMシリーズに出演。2004年から2005年にかけてテレビドラマへの出演が一挙に増え、"He Knew He Was Right"、"Blackpool"、"Casanova"、"The Quatermass Experiment"にそれぞれ主演または準主役級で出演。映画ではスティーヴン・フライ主演の"Bright Young Things"、『ハリー・ポッターと炎のゴブレット』にバーテミウス・クラウチ・ジュニア役で出演。

#### ドクター・フー（2005年–2010年）

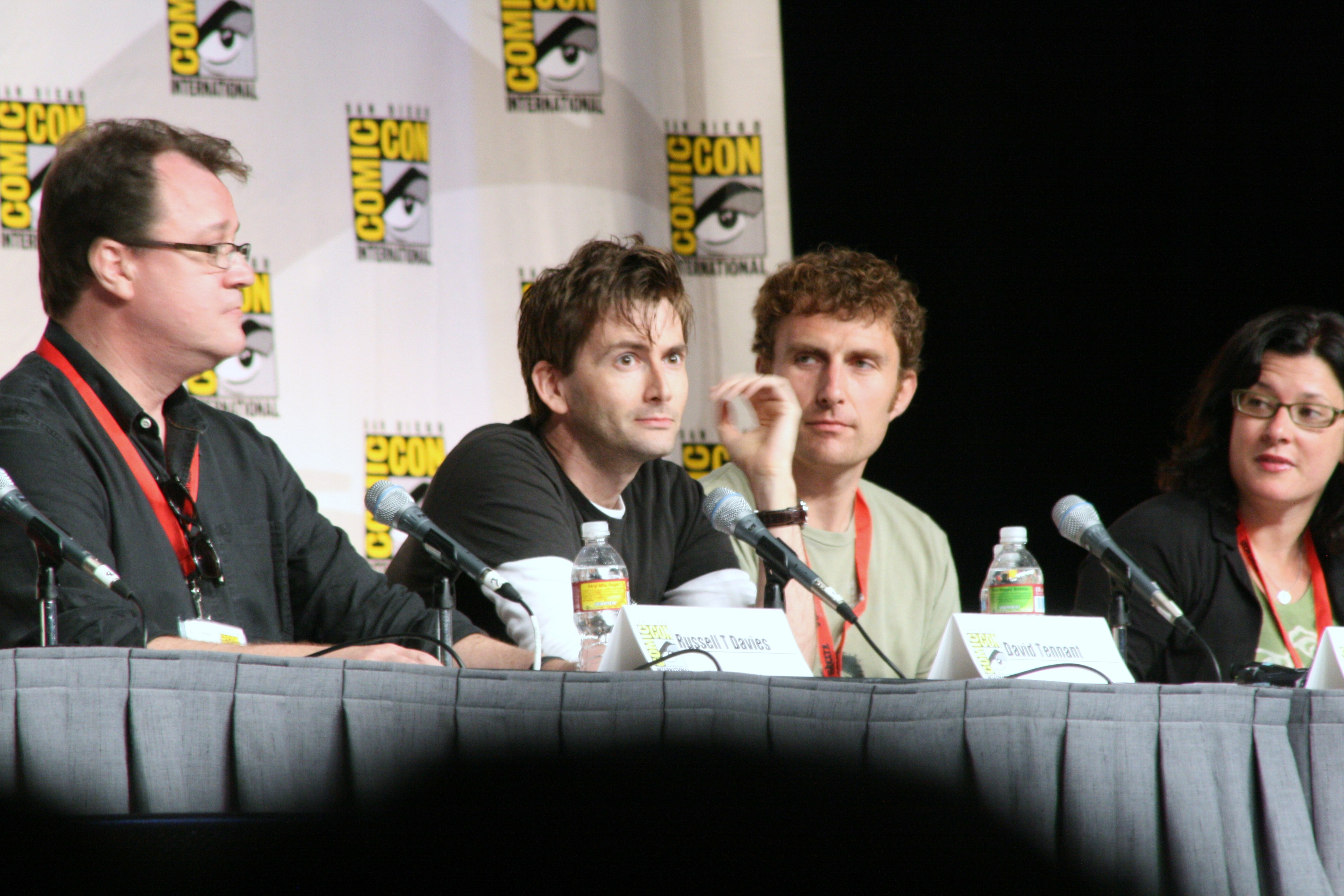
2009年7月のコミコンより。左から製作総指揮のラッセル・T・デイヴィス、テナント、ディレクターのエウロス・リン、デイヴィスと同じく製作総指揮のジュリー・ガードナー

『ドクター・フー』は長い休止期間を経て、2005年にクリストファー・エクルストンの9代目ドクターで英国テレビ界に戻ってきた。しかし2005年3月31日にエクルストンがシーズン2には参加しないことを表明、4月16日にBBCはテナントを新しいドクターとすることを発表した。10代目ドクターとしての初登場は2005年放送の「分かれ道」のラストシーンで、また11月18日にはその続きであるチャリティー番組内で放送された7分間のミニエピソードにも出演した。2005年7月後半には『ドクター・フー』の新シリーズの撮影を開始している。主演としての初登場は2005年クリスマススペシャルの「クリスマスの侵略者」である。
子供の頃の夢を叶えたことについて非常に感激していると何度も明言している。GWR FMのインタビューでは「ドクターになりたくない人なんている？僕は自分のターディスを手に入れたんだ！」と語っている。2006年、番組の専門誌"Doctor Who Magazine"の読者投票で、長年に渡り1位に留まっていたトム・ベイカーを下し「最高のドクター」に選ばれた。2007年、BBC発行のテレビ・ラジオ誌"Radio Times"の投票で「最もクールなキャラクター」に選出。エクルストンの後任に選ばれたと決まった時、北部訛りのあった9代目に代わり「初のキルトを着たドクター」としてスコットランド英語で演じることを望んでいたが、ラッセル・T・デイヴィスがドクターのアクセントが地方巡りになることを望まなかったため河口域英語で演じることになったと"Daily Star"のインタビューで明かしている。チャリティ番組Children in Needのコンサートで、一番好きな話は4代目ドクターの"Genesis of the Daleks"であると話しており、また別のインタビューでは最も好きな旧シリーズのモンスターはザイゴンであるとも言っている。しかし10代目ドクターとしてザイゴンと共演することは出来ず、小説版の"Sting of the Zygons"で戦えただけであった。のちに、50周年特番「ドクターの日」にてザイゴンと共演している。
ドクター役を演じる前にも、アニメ版の"Scream of the Shalka"の回に小さな役で出演している。近所にレコーディングスタジオがありそこで『ドクター・フー』が収録されていることに気付き、ディレクターに頼み込んで役を貰っている。ビッグ・フィニッシュ・プロダクション制作のラジオドラマにも何作か参加するほどに『ドクター・フー』に対して熱狂的であったが、当時は一度もドクター役を演じることは出来なかった。初めて主要な役を演じたのは7代目ドクターのオーディオドラマ"Colditz"で、ナチスの中尉を演じた。2004年には"Dalek Empire III"で、ダーレクの秘密を発見し論文にまとめる若い男性ガラナー役で初めて主役を演じた。2005年には『ドクター・フー』に登場する組織UNITを舞台にしたオーディオドラマ"UNIT: The Wasting"に出演し、同じ役で"Sympathy for the Devil"にも出演。これらのオーディオドラマでは、サー・アレスター・ゴードン・レスブリッジ=スチュワート役で長年『ドクター・フー』に出演してきたニコラス・コートニーと共演している。また"Exile"では名前の無いタイムロード役も演じている。ビッグ・フィニッシュ・プロダクションのオーディオドラマには他にも多数出演している。
2007年6月9日、「まばたきするな」のDoctor Who Confidential（各回の放送終了後にBBC Threeで放送される撮影風景などの番組）内で、"Do You Remember The First Time?"というタイトルの映像作品で監督デビューをしている。2007年のチャリティ番組内で放送されたミニエピソード"Time Crash"では、ピーター・デイヴィソン演じる5代目ドクターと共演。新シリーズになってから初めて複数のドクターが登場する回であった。また、2008年の"The Doctor's Daughter"ではデイヴィソンの娘ジョージア・モフェットともドクターの娘ジェニー役で共演している。
CBBCで放送されたアニメ版『ドクター・フー』の"Totally Doctor Who"と"The Infinite Quest"にもドクターとしてゲスト出演している。また別のアニメシリーズ"Dreamland"では主役として登場。『ドクター・フー』のスピンオフである"The Sarah Jane Adventures"にも2話ドクター役でゲスト出演した。
2008年に放送されたシリーズ4まで10代目ドクターとして出演し続けたが、2008年10月29日にドクター役を降りることを発表。2009年に4回スペシャルを放送し、2010年1月1日の放送が最後のドクター役となった。デイリー・ミラー紙は後に、「既に辞めることは決まっていたが、そのことを『ドクター・フー』のファンコンベンションでは一切話してはいけないと決められていた」と報じた。これはスペシャルの内容をうっかり話してしまうことを避けるためであった。
テナントはその後も『ドクター・フー』に再出演している。BBCは2013年3月30日にテナントとビリー・パイパーが『ドクター・フー』の50周年記念番組「ドクターの日」に復帰すると発表。マット・スミス、ジェナ＝ルイーズ・コールマンと共に出演する。また2022年5月には、2023年の60周年記念番組にキャサリン・テイトと共に再出演することが報じられた。

#### その他のドラマ、舞台（2005年–現在）
ドクターを演じていた間にも、2005年12月初めにITVで"Secret Smile"に出演。シアター・ロイヤルとロイヤル・ライシーアム劇場で上演された舞台『怒りを込めて振り返れ』は、ヴィクトリア&アルバート博物館にビデオ・アーカイヴとして保存された。翌年の再演にはリハーサルにのみ参加している。2006年1月、1960年に無修正版が発行された『チャタレイ夫人の恋人』の猥褻性に関する実際の裁判をテレビ映画化した"The Chatterley Affair"に、リチャード・ホガート役で出演するため一日だけ『ドクター・フー』の撮影を休んでいる。この映画は作家でもあるアンドリュー・デイヴィス脚本で、『ドクター・フー』で多くの監督を務めるジェームズ・ハウェズが監督しBBC Fourで放送された。ホガートの息子でジャーナリストのサイモン・ホガートはガーディアン紙でテナントの演技を賞賛している。
2007年2月25日、BBC One放送のトニー・マーチャント脚本のドラマ"Recovery"で主演を務める。建設企業に務めていたが、脳に損傷を受けたため人生をやり直さなければならなくなったアランを演じた。妻を演じたのは友人でもあるサラ・パリッシュで、以前にも"Blackpool"と『ドクター・フー』の「消えた花嫁」でも共演している。サラは「私たちはまるでGeorge and Mildred。20年もの間プレストンにあるテラスハウスでしつこいシットコムをやりつづけてるみたい」と冗談めいて話している。2007年11月11日、BBC Oneで放送された運転指導員が生徒から恋されてしまうコメディドラマ"Learners"で主演のクリスチャンを演じる。共演は『ドクター・フー』の「ジョン・スミスの恋」、「ファミリーと永遠の命」、"The End of Time"で共演したジェシカ・ハインズ。2007年に放送された『エキストラ:スターに近づけ!』の最終回ではドクター役でカメオ出演している。2008年11月、BBCとHBO制作のドラマ"Einstein and Eddington"でアーサー・エディントンを演じた。撮影はケンブリッジとハンガリーで行われている。
2009年、ロイヤル・シェイクスピア・カンパニーの2008年の公演『ハムレット』のテレビ映画版をBBC Twoで放送。2009年10月からPBS制作の番組"Masterpiece Contemporary"のホストを務めた。2009年12月、NBC制作のドラマ"Rex Is Not Your Lawyer"にパニック発作を抱えるシカゴの弁護士レックス役で出演するも、パイロット版のみの制作で本放送には至らなかった。2010年10月、"Single Father"で妻に先立たれ5人の子育てに奮闘する男性デイヴ役で出演。この役で2010年のロイヤル・テレビジョン・ソサエティ・プログラム・アワードで最優秀男優賞にノミネートされた。
2011年、マンチェスター・ユナイテッドで「バズビー・ベイブス」と呼ばれたチームと、1958年に起きたミュンヘンの悲劇を描いたテレビ映画『ユナイテッド -ミュンヘンの悲劇-』に、監督とアシスタント・マネージャーを務めていたジミー・マーフィー役で出演。2011年9月、コメディシリーズ"This is Jinsy"の一話にゲスト出演した。
2012年4月、Sky Arts放送の一話完結ドラマ"The Minor Character"の主演を務める。同時にアラン・ファーストの小説を脚色したBBC Fourのドラマ"Spies of Warsaw"で主役ジャン=フランソワ・メルシエを演じることが発表された。4月から6月にかけてポーランドで撮影を行った。NBCで放送されている"Hannibal"のハンニバル・レクター役のオーディションを受けたが、僅差でマッツ・ミケルセンが射止めることになった。しかし番組製作のブライアン・フラーは演技に感銘を受け、いつかゲストとして呼びたいとしている。6月9日、BBC Twoのドラマ"The Politician's Husband"の撮影を開始。妻にキャリアの先を越されてしまう野心家の大臣役を演じる。6月17日、BBC Oneの半即興ドラマ"True Love"に出演。また、ITV放送の刑事ドラマ"Broadchurch"に出演することが発表された。撮影はブリストルで8月から始まり、2013年3月から放送された。2012年秋の土曜夜に放送される、コメディのクイズ番組"Comedy World Cup'"の司会を務めた。全7回。
2013年1月から3月にかけてBBC One放送の"The Escape Artist"を撮影。テナントは才能ある無敗の法廷弁護士を演じる。全3話で2013年10月29日より放送。
2014年1月より、"Broadchurch"のアメリカリメイク版である"Gracepoint"が撮影開始される予定。

#### 映画・本人としての出演（2007年–現在）
2007年12月にトップ・ギアの有名人レースに登場。"Taggart"のオーディションに26回も落ちたことを明かした。2007年、カタログ販売のアルゴスとスコットランドのバンドザ・プロクレイマーズの2008年のアルバム、そしてNPO団体ラーンダイレクトの広告のナレーションを担当。いずれもスコットランド英語を使っている。またテスコ・モバイル、Wii、アメリカン・エキスプレスのCMでもナレーションをしている。
2008年5月16日、チャンネル4で放送されたイリュージョニスト・ダレン・ブラウンがホストを務める番組"Trick or Treatに出演。4月26日〜5月2日号のTV & Satellite Week誌で、ブラウンは「『ドクター・フー』の魅力の一つがタイムトラベルだから、テナントにタイムトラベルを体験してもらいたかった。彼は正直で空気に乗りやすく、それにいいリアクションをしてくれた。あんなに絶叫するなんて！」と言っている。番組内ではオートマティスムで未来予知をしてもらう姿が流れた。またこの番組のシリーズ最終回にも出演し、その他の出演者たち全員と一緒に実験に参加している。

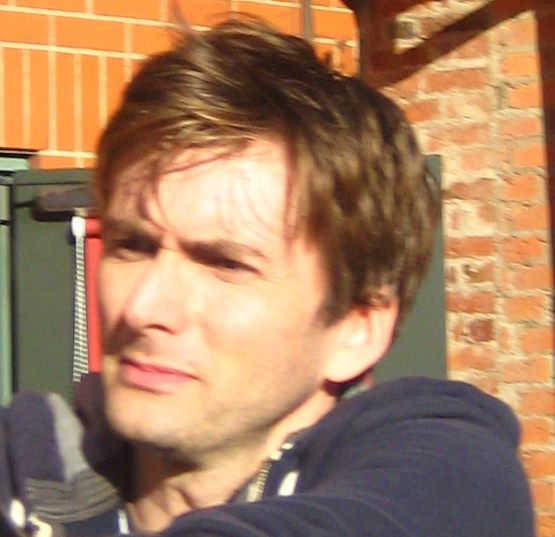
ストラトフォード・アポン・エイヴォンにて

2008年、様々なSFドラマのパロディをするコメディラジオ番組"Nebulous"の""Holofile 703: Us and Phlegm""に、地元ロージアン訛りのあるドクター・ビープ役で出演。また同年、2006年にノルウェーで公開されたアニメ映画"Free Jimmy"にウディ・ハレルソンと共に声優として参加。ハンターのハーミッシュ役を演じた。英語版の脚本は主役の吹き替えも務めるサイモン・ペッグにより書き直されている。2009年初頭、ナショナル・スペース・センターから依頼を受けプラネタリウムで上映される映画"We are Astronomers"のナレーションを担当。2009年3月13日、テレソン"Red Nose Day 2009"にテレビ司会者ダヴィーナ・マッコールと2人でプレゼンターとして参加。『トップ・オブ・ザ・ポップス』のチャリティ・スペシャルでライブを披露したフランツ・フェルディナンドのステージに上がり、"No You Girls"にギターで参加した。2009年夏、映画『聖トリニアンズ女学院2 不良女子校生たちの最悪ミッション!パイレーツの秘宝をねらえ!!』の撮影に参加。2009年12月に公開された。
2009年10月のスプーキー・エンパイア・コンベンションで、映画監督ジョン・ランディスがサイモン・ペグ主演の『バーク アンド ヘア』にテナントをキャスティングしたことを公表。しかし2010年1月にスケジュールの関係上降りたことを発表した。2009年11月、ラジオ局Absolute Radioの朝番組に3日連続で司会者クリスチャン・オコーネルと共に司会を務めた。2010年10月にも一日だけ司会者をしており、更に2011年9月にも出演している。また、クレシッダ・コーウェル作の『ヒックとドラゴン』から始まるヒック・ホレンダス・ハドック三世シリーズのオーディオブックの全作で、ナレーションと全キャラクターの声優をしている。このオーディオブックでは、全てのキャラクターがまるで別人によって吹き替えられているかのような声色の使い分けを聴くことが出来る。映画『ヒックとドラゴン』にもスピテルアウト役で声優を担当している。
2010年3月7日、BBC ラジオ4の"Classic Serial"内で放送された『二十日鼠と人間』にジョージ役で参加。2011年5月16日から9月3日まで、『ドクター・フー』の共演者キャサリン・テイトと共に、ウィンダムズ・シアターでシェイクスピアの喜劇『空騒ぎ』に出演。ベネディック役を演じ、ブロードウェイワールドUK・アワードの最優秀舞台主演男優賞を受賞した。2011年9月、2013年春公開予定のアニメ『ポストマン・パット』の劇場版"You Know You're the One"に声優として参加することが発表された。
2011年10月、コメディ映画"Nativity 2: Danger in the Manger"の撮影をコヴェントリーで開始した。テナントは主人公ではた迷惑な教師ミスター・ピーターソンと、その双子の兄弟でライバルにあたる人物の二役を演じる。2012年4月、ヴァージン・メディアの広告に出演したが、その内の一つがBBCワールドワイドから指摘を受けて途中で公開を取り止めている。理由は広告内で『ドクター・フー』に関わる表現を使用したため、BBCの定めるガイドラインに抵触したためである。
2013年5月、テナントはロザムンド・パイク共演のBBC制作コメディ映画"What We Did on Our Holiday"すると発表される。撮影は6月17日から7月30日までスコットランドで行われ、2014年に劇場公開予定。

#### ロイヤル・シェイクスピア・カンパニー（2008年–現在）
近年はテレビでの活躍が注目されているが、自身は舞台に立つことを「生き様」と説明している。2007年8月30日、ロイヤル・シェイクスピア・カンパニーに参加し、パトリック・スチュワートと共演する『ハムレット』と『恋の骨折り損』のビローンを2008年の舞台で演じることを発表。2008年8月から11月までストラトフォード・アポン・エイヴォンのコートヤード・シアター で『ハムレット』を、レパートリー・シアターの形式で10月から11月まで『恋の骨折り損』を演じた。
『ハムレット』はロンドンのウエスト・エンドにあるノヴェロ・シアターで2008年12月に再演されたが、その間に椎間板ヘルニアを発症したため2008年12月8日から2009年1月2日まで代役のエドワード・ベネットがハムレットを演じた。2009年1月3日に復帰し、1月10日の千秋楽まで出演した。2011年4月、ロイヤル・シェイクスピア・カンパニーの50周年記念切手にハムレットでの写真が使用された。2012年1月、ロイヤル・シェイクスピア・カンパニーの選考委員と新しい芸術監督に選ばれた。
2013年1月23日、2013年度のロイヤル・シェイクスピア・カンパニーの冬季シーズンに上演される『リチャード二世』でリチャード二世を演じると発表。10月10日から11月16日までストラトフォード・アポン・エイヴォンのロイヤル・シェイクスピア・シアターで、12月9日から2014年1月25日までロンドンのバービカン・センターに移動して上演される。

## 私生活
出生時の名前はデイヴィッド・ジョン・マクドナルド（David John McDonald）。少なくとも2007年まではそれが本名であったが、映画俳優組合に所属する俳優は法的な名前を名乗らなければならない、という規則があったため、現在は法的にもデイヴィッド・テナントという名前に改名している。
兄ブレア、姉カレンの三兄弟の末っ子。サンディ・マクドナルドこと父アレクサンダー・マクドナルドはスコットランド国教会の元教会総会議長で、『ドクター・フー』のシーズン4第7話「The Unicorn and the Wasp」に台詞がない役だがカメオ出演している。父の仕事の関係上、レンフルーシャイアのラルストンで育っている。母ヘレン・マクドナルドは2007年に癌で死去。先祖は北部アイルランド出身。
2009年12月のインタビューで「恋愛関係というのは当事者同士の間だけでも難しいのに、ましてや公にそのことを話すなんて」と語るように、プライベートや恋愛関係については明かすことはほとんどない。そんな中でも『ドクター・フー』で共演したソフィア・マイルズと交際していることが知られていた。
2011年1月にジョージア・モフェットと婚約したことがイギリスの各紙で報じられた。モフェットは『ドクター・フー』のシーズン4第6話「The Doctor's Daughter」でドクターの娘ジェニー役で共演しており、またモフェットの父ピーター・デイヴィソンは5代目ドクターを演じていた。3月には二人の間に女児オリーブが、2013年5月には男児ウィルフレッドが誕生した。9月にはモフェットが16歳の時に出産した息子タイラーを養子に迎えている。2011年12月30日に結婚。現在もインタビュー等では滅多に家族や子供の話をしない。
スコットランド国教会の信者であり、宗教は自らの人格を形成するために決して欠かせないものとして位置づけており、時折礼拝にも参加している。
2008年、プレイハウスディズニー主催のPlaying for the Planet Awardsで「この星で最もグリーンな俳優」に選ばれている。
労働党の支持者で、2005年の政党放送に参加している。2010年の選挙で、当時の首相ゴードン・ブラウンの再選を支持し、4月の選挙放送に声を寄せている。国際がん研究協会の支援者である。
嫌いな生き物は蛾。カイザー・チーフスのファン。好きな映画監督はアルフレッド・ヒッチコック。好きな俳優はオードリー・ヘプバーン。

### 人気
2005年、The Stage紙の「イギリスのテレビで最も影響のある人物トップ10ランキング」で、"Blackpool"、" Casanova"、"Secret Smile"、『ドクター・フー』を引き合いに出し第6位に選ばれた。2006年1月、イギリスのゲイ・レズビアン向け新聞The Pink Paperの読者投票で、デヴィッド・ベッカムやブラッド・ピットを抑え「宇宙一セクシーな男性」に選出。1万人以上の女性による投票の結果、女性向け雑誌New Womanの2006年3月号で「男性トップ100」で20位に選ばれた。2006年10月、スコティッシュ・スタイル・アワードで「スコットランドで最もスタイリッシュな男性」に選ばれた。2007年、Radio Times誌の調査で「最もクールなテレビ出演男性」に選ばれる。またナショナル・テレビジョン・アワードで2006年、2007年、2008年、2010年に「最も人気のある俳優」として賞を受けている。2008年、イギリス版COSMOPOLITAN誌の「世界一セクシーな男性」のランキングで16位にランクイン。
2007年7月9日発行のガーディアン紙の付録版メディア・ガーディアンで、「イギリスメディアで最も影響のある人物」として24位に選ばれた。2006年のメディアランキング特集号でも選ばれている。
2008年12月、The Stage誌の「イギリスのショービジネスで最も影響力のある人物」の一人に選ばれた。トップ20の内俳優としては5番目に選ばれているが、このランキングは基本的にプロデューサーや監督が選ばれているものであり、The Stages誌の編集者は選出の理由に「ここ数年の内で最も高い興行成績を上げている俳優であるから」と語っている。
知名度と人気の高さから、様々なSNS上では本人を模倣するアカウントが多数出現しており、2010年にBBCがテナント本人はいかなるSNSも利用しておらず、本人らしきアカウントから発せられる情報は全て嘘であると声明を発表しているほどである。

## 主な出演作品

### 映画
| 公開年 | 邦題 原題 | 役名                                            | 備考 |
| ------ | --- | ----------------------------------------------- | --- |
| 1993   | Spaces | ヴィニー                                        | ショートフィルム |
| 1996   | 日蔭のふたり Jude | 役名なし （酔っ払った大学院生）                 | 9代目ドクターを演じたクリストファー・エクルストン主演                                                                                                |
| 1997   | Bite | アレステア・ガルブレイス                        | ショートフィルム |
| 1998   | GO! GO! L.A. L.A. Without a Map                                                                                                | リチャード                                      | 映画初主演。 |
| 1999   | The Last September | キャプテン・ジェラルド・コルサースト            | |
| 2000   | Being Considered | ラリー                                          | |
| 2001   | Sweetnight Goodheart | ピーター                                        | ショートフィルム |
| 2002   | Nine 1/2 Minutes | チャーリー                                      | ショートフィルム |
| 2003   | Bright Young Things | ジンジャー・リトルジョン                        | |
| 2004   | Traffic Warden | 交通監視員                                      | ショートフィルム |
| 2004   | Old Street | ワトソン                                        | ショートフィルム |
| 2005   | ハリー・ポッターと炎のゴブレット Harry Potter and the Goblet of Fire                                                           | バーテミウス・クラウチ・ジュニア                | 父親のバーテミウス・クラウチ・シニアを演じたロジャー・ロイド＝パックは、ドクター・フーでサイバーマンを生み出す狂気の科学者ジョン・ルーミックを演じた |
| 2006   | Free Jimmy | ハーミッシュ                                    | 声の出演 |
| 2009   | ブラック・レコード〜禁じられた記録〜 Glorious 39                                                                               | ヘクター・ホールデン                            | |
| 2009   | 聖トリニアンズ女学院2 不良女子校生たちの最悪ミッション!パイレーツの秘宝をねらえ!! St Trinian's 2: The Legend of Fritton's Gold | サー・ピアース・ポンフリー ロード・ポンフリー   | 50年以上続く漫画が原作の、女子高を舞台にしたブラックコメディシリーズ。2役を演じた。日本ではDVDスルー。                                               |
| 2010   | ヒックとドラゴン How to Train Your Dragon                                                                                      | スピテルアウト                                  | 声の出演。スノットの父親で原作では名前があるが映画では呼ばれない。当シリーズのオーディオブックではナレーションを担当している                         |
| 2011   | The Decoy Bride | ジェームズ・アーバー                            | [ 85 ] |
| 2011   | フライトナイト/恐怖の夜 Fright Night                                                                                           | ピーター・ヴィンセント                          | [ 86 ] |
| 2011   | The Itch of the Golden Nit | アナウンサー ストレッチー・マクストレッチ       | 声の出演 |
| 2012   | The Pirates! In an Adventure with Scientists                                                                                   | チャールズ・ダーウィン                          | 声の出演 |
| 2012   | Nativity 2: Danger in the Manger                                                                                               | ドナルド・ピーターソン ロデリック・ピーターソン | 主演映画。生き別れの双子の兄弟がいる教師の役で、両者を演じる。                                                                                       |
| 2013   | Postman Pat: The Movie — You Know You're The One                                                                               | 不明                                            | 声の出演。日本ではポンキッキーズなどで放送されていたアニメ「ポストマンパット」の映画版。                                                             |
| 2014   | 海賊じいちゃんの贈りもの What We Did on Our Holiday                                                                            | ダグ・マクラウド                                | |
| 2018   | 悪夢の逃避行 Bad Samaritan | ケイル・エレンドライヒ                          | |
| 2018   | ふたりの女王 メアリーとエリザベス Mary Queen of Scots                                                                          | ジョン・ノックス                                | |
| TBA    | The Thursday Murder Club |                                                 | Netflixオリジナル映画 |

### テレビドラマ
| 放送年     | 邦題 原題                                          | 役名                             | 備考 |
| ---------- | -------------------------------------------------- | -------------------------------- | --- |
| 1987       | Anti-smoking film                                  | ジム                             | グラスゴー保健局の公共広告 |
| 1988       | Dramarama                                          | ニール・マクドナルド             | ITVの子供向け番組 |
| 1992       | Strathblair                                        | 登山家                           | シリーズ1に出演 |
| 1992       | Bunch of Five                                      | 警察官                           | エピソード5: "Miles Better" |
| 1993       | Rab C. Nesbitt                                     | ダヴィーナ                       | トランスジェンダーのバーテンダー（バーメイド）役 |
| 1994       | Takin' Over the Asylum                             | キャンベル                       | 精神科の院内ラジオの熱狂的な投稿者の双極性障害患者役 |
| 1995       | The Bill                                           | スティーブ・クレメンス           | |
| 1995       | The Tales of Para Handy                            | ジョン・マクブライド             | |
| 1996       | A Mug's Game                                       | ギャヴィン                       | シリーズ1、エピソード4 |
| 1997       | Holding the Baby                                   | 看護師                           | シリーズ1、エピソード2 |
| 1997       | Conjuring Shakespeare                              | アンジェロ                       | エピソード6: "Like a Virgin"、劇中映画の『尺には尺を』に出演。 |
| 1998       | Duck Patrol                                        | サイモン・"ダーウィン"・ブラウン | |
| 1999       | ブラッドリー夫人の推理 The Mrs Bradley Mysteries   | マックス・ヴァレンタイン         | ピーター・デイヴィソンと共演 |
| 1999       | Love in the 21st Century                           | ジョン                           | エピソード1: "Reproduction" |
| 2000       | Randall & Hopkirk (Deceased)                       | ゴードン・スタイラス             | |
| 2001       | People Like Us                                     | ロブ・ハーカー                   | |
| 2001       | High Stakes                                        | ギャズ・ホイットニー             | |
| 2001       | Only Human                                         | タイラー                         | パイロット版のみ |
| 2002       | 刑事フォイル Foyle's War                           | セオ・ハワード                   | 共演者のソフィア・マイルズは『ドクター・フー』のシーズン2第4話「暖炉の少女」でレネット（ポンパドゥール夫人）役を演じた                                                                      |
| 2002       | Boots UK 広告                                      | 夫                               | |
| 2003       | Terri McIntyre                                     | グレッグ・ミラー                 | シリーズ2 |
| 2003       | Trust                                              | ギャウィン・マクユアン           | シリーズ1、エピソード6 |
| 2003       | Posh Nosh                                          | ホセ・ルイス                     | |
| 2003       | Spine Chillers                                     | ドクター・クルル                 | シリーズ1、エピソード1 |
| 2004       | The Deputy                                         | クリストファー・ウィリアムズ     | |
| 2004       | He Knew He Was Right                               | ギブソン                         | 英国国教会の牧師役 |
| 2004       | Blackpool                                          | ピーター・カーライル             | 魅力的で人がよく、容疑者の妻に恋をする殺人課の刑事役 |
| 2005       | The Quatermass Experiment                          | ゴードン・ブリスコー             | |
| 2005       | Casanova                                           | ジャコモ・カサノヴァ             | 『ドクター・フー』と同じプロデューサー、ラッセル・T・デイヴィスが制作。老いたカサノヴァ役をピーター・オトゥールが演じている                                                                 |
| 2005-2010  | ドクター・フー Doctor Who                          | 10代目ドクター                   | ファンダムの間で最も人気の高いドクターであり、2006年『ドクター・フー・マガジン』の投票で長い間1位を保っていた4代目ドクターを上回り「最高のドクター」に選ばれた                              |
| 2005       | Secret Smile                                       | ブレンダン・ブロック             | 自らの魅力で一人の女性とその家族を破滅に追い込む役 |
| 2006       | The Romantics                                      | ジャン＝ジャック・ルソー         | |
| 2006       | The Chatterley Affair                              | リチャード・ホガート             | 『チャタレイ夫人の恋人』の出版の是非を問う裁判に出席した、実在の社会学者役 |
| 2007       | Recovery                                           | アラン・ハミルトン               | |
| 2007       | Comic Relief Sketch                                | ローガン / ドクター              | ドクターのコンパニオンを演じるキャサリン・テイトのホスト番組にゲスト出演。英語の新任教師であるが、最後にドクターと同一人物である証拠を出す。                                                |
| 2007       | Dead Ringers                                       | 再生したトニー・ブレア           | 再生の意味はドクター・フーの記事を参照 |
| 2007       | Learners                                           | クリス                           | |
| 2007       | エキストラ:スターに近づけ! Extras                  | 本人役                           | |
| 2008       | Einstein and Eddington                             | アーサー・エディントン           | |
| 2009       | The Sarah Jane Adventures                          | ドクター                         | 3代目、4代目ドクターのコンパニオンだったサラ・ジェーン・スミスを主人公にしたスピンオフドラマ                                                                                                |
| 2009       | Rex Is Not Your Lawyer                             | レックス・アレキサンダー         | NBCドラマとして製作されたが、パイロットのみで本放送は無かった |
| 2009       | The Catherine Tate Show                            | 現在のクリスマスの霊             | 『クリスマス・キャロル』を元にしたコメディで、レイ・パーカー・ジュニアの『ゴーストバスターズ』の着信音を鳴らしながら現れる                                                                  |
| 2009       | Hamlet                                             | ハムレット                       | 2008年に上演された舞台「ハムレット」のテレビ映画版。キャストも共通 |
| 2010       | Single Father                                      | デイヴ・タイラー                 | |
| 2011       | ユナイテッド -ミュンヘンの悲劇- United             | ジミー・マーフィー               | マット・バズビーと共に「バズビー・ベイブス」と呼ばれる若い選手たちを育て上げ、ミュンヘンの悲劇を乗り越えマンチェスター・ユナイテッドを復活させたコーチの役。日本では2012年7月より劇場公開。 |
| 2011       | This is Jinsy                                      | ミスター・スライトリーマン       | シリーズ1、エピソード1。島民のシャッフル結婚の選出員であるが、裏工作をし金儲けを企む。 |
| 2012       | Playhouse Presents                                 | ウィル                           | シリーズ1、エピソード1: "The Minor Character" |
| 2012       | True Love                                          | ニック                           | シリーズ1、エピソード1。『ドクター・フー』で共演したビリー・パイパーが同じく主役級として出演する                                                                                            |
| 2012       | スター・ウォーズ/クローン・ウォーズ                | ヒュイヤン                       | 声の出演。ライトセーバー造りの師匠となるドロイド役。 |
| 2013       | Spies of Warsaw                                    | ジャン＝フランソワ・メルシエ     | 第二次大戦直前が舞台。フランス人スパイ役。 |
| 2013       | ブロードチャーチ〜殺意の町〜 Broadchurch           | アレック・ハーディ警部           | |
| 2013       | The Politician's Husband                           | エイデン・ホイネス               | 妻が首相に就任し、社会的にも家庭的にも立場が下になってしまう男性を演じる。 |
| 2013       | The Escape Artist                                  | ウィル・バートン                 | 殺人犯に狙われる法廷弁護士を演じる。 |
| 2014       | Gracepoint                                         | エメット・カーヴァー             | "Broadchurch"のアメリカ版リメイク。FOX製作。 |
| 2015–2018  | Marvel ジェシカ・ジョーンズ Marvel's Jessica Jones | キルグレイブ                     | |
| 2019-      | グッド・オーメンズ Good Omens                      | クロウリー                       | メイン |
| 2020- 2022 | ステージド Staged                                  | 本人                             | メイン |
| 2021       | 80日間世界一周 Around the World in 80 Days         | フィリアス・フォッグ             | メイン |
| 2022       | インサイドマン―囚われた者― Inside Man              | ハリー・ワトリング               | メイン |
| 2022-2023  | ドクター・フー Doctor Who                          | 14代目ドクター                   | メイン |
| 2023       | アソーカ Ahsoka                                    | ヒュイヤン                       | |

### 舞台
| 上演年    | 邦題 原題                                                           | 役名                                     | 劇場/備考                                                                             |
| --------- | ------------------------------------------------------------------- | ---------------------------------------- | ------------------------------------------------------------------------------------- |
| 1989      | The Ghost of Benjy O'Neil                                           | ゴースト                                 |                                                                                       |
| 1990      | Fools                                                               | レオン・ステポノヴィッチ・トルチンスキー |                                                                                       |
| 1990      | 十二人の怒れる男 Twelve Angry Men                                   | 陪審員8番                                |                                                                                       |
| 1991      | Mozart from A to Z                                                  | モーツァルト                             |                                                                                       |
| 1991      | アルトロ・ウィの抑え得た興隆 The Resistible Rise of Arturo Ui       | 様々な役                                 | 7:84シアター・カンパニー・スコットランド                                              |
| 1991–1992 | Shinda the Magic Ape                                                | ケニー                                   | ロイヤル・ライシーアム劇場、エディンバラ                                              |
| 1992      | Jump the Life to Come                                               | マルコム                                 | 7:84シアター・カンパニー・スコットランド                                              |
| 1992      | Scotland Matters                                                    | 様々な役                                 | 7:84シアター・カンパニー・スコットランド                                              |
| 1992      | 枯草熱 Hay Fever                                                    | サイモン                                 | ロイヤル・ライシーアム劇場、エディンバラ                                              |
| 1992      | タルチュフ Tartuffe                                                 | ヴァレーレ                               | ダンディー・レップシアター                                                            |
| 1992–1993 | Merlin                                                              | アーサー王                               | 国内巡業                                                                              |
| 1993      | アンティゴネ Antigone                                               | ハイモン                                 | 7:84シアター・カンパニー・スコットランド                                              |
| 1993      | お姫さまとゴブリンの物語 The Princess and the Goblin                | カーディー                               | ダンディー・レップシアター                                                            |
| 1994      | 夜への長い航路 Long Day's Journey Into Night                        | エドムンド                               | ダンディー・レップシアター                                                            |
| 1994      | The Slab Boys Trilogy                                               | アラン                                   | ヤング・ヴィック                                                                      |
| 1995      | 執事は見た What the Butler Saw                                      | ニック                                   | ロイヤル・ナショナル・シアター                                                        |
| 1995      | An Experienced Woman Gives Advice                                   | ケニー                                   | ロイヤル・エクスチェンジ・シアター                                                    |
| 1996      | ガラスの動物園 The Glass Menagerie                                  | トム・ウィングフィールド                 | ダンディー・レップシアター                                                            |
| 1996      | ヴァージニア・ウルフなんかこわくない Who's Afraid of Virginia Woolf | ニック                                   | ダンディー・レップシアター                                                            |
| 1996      | お気に召すまま As You Like It                                       | タッチストーン                           | ロイヤル・シェイクスピア・カンパニー                                                  |
| 1996      | The General From America                                            | ハミルトン                               | ロイヤル・シェイクスピア・カンパニー                                                  |
| 1996      | The Herbal Bed                                                      | ジャック・レーン                         | ロイヤル・シェイクスピア・カンパニー                                                  |
| 1997      | Hurly Burly                                                         | ミッキー                                 | オールド・ヴィック・シアター、クイーンズ・シアター                                    |
| 1997      | Tamagotchi Heaven                                                   | 彼氏                                     | ステージ上には登場せず、舞台上で流れる映像のみ。たまごっちの人間版。                  |
| 1997      | Matters of Life and Death - "Blue"                                  | 本人役                                   | チェルシー・シアター                                                                  |
| 1998      | The Real Inspector Hound                                            | ムーン                                   | コメディ・シアター、「ブラック・コメディ」と二本立て                                  |
| 1998      | ブラック・コメディ Black Comedy                                     | ブリンズリー・ミラー                     | コメディ・シアター、「ブラック・コメディ」と二本立て                                  |
| 1998      | For One Night Only                                                  | パフォーマー                             | アザー・プレイス、7月19日のストラトフォード・アポン・エイヴォンのフェスティバルで上演 |
| 1999      | Vassa – Scenes from Family Life                                     | パヴェル                                 | オーベリー・シアター                                                                  |
| 1999      | エドワード三世 Edward III                                           | エドワード黒太子                         | グローブ座、朗読劇                                                                    |
| 1999      | リア王 King Lear                                                    | エドガー                                 | ロイヤル・エクスチェンジ・シアター                                                    |
| 2000      | 間違いの喜劇 The Comedy of Errors                                   | シラクサのアンティフォラス               | ロイヤル・シェイクスピア・カンパニー                                                  |
| 2000      | 恋がたき The Rivals                                                 | ジャック                                 | ロイヤル・シェイクスピア・カンパニー                                                  |
| 2000      | ロミオとジュリエット Romeo and Juliet                               | ロミオ                                   | ロイヤル・シェイクスピア・カンパニー                                                  |
| 2000      | Laughter in the Dark                                                | ダウィド・テネマン                       | アザー・プレイス (映像のみ)                                                           |
| 2001      | 夏の夜の夢 A Midsummer Night's Dream                                | ライサンダー、フルート                   | バービカン・センター時代のロイヤル・シェイクスピア・カンパニー                        |
| 2001      | Comedians                                                           | ゲシン・プライス                         | 国内巡業                                                                              |
| 2001      | メディア Medea                                                      | ボディガード                             | ロイヤル・ナショナル・シアター、朗読劇                                                |
| 2002      | Push-Up                                                             | ロバート                                 | ロイヤル・コート・シアター                                                            |
| 2002      | Lobby Hero                                                          | ジェフ                                   | ドンマー・ウエアハウス/アンバサダーズ・シアター                                       |
| 2003      | The Pillowman                                                       | カチュリアン                             | ロイヤル・ナショナル・シアター                                                        |
| 2003      | London Concert for Peace                                            | 「にも関わらず」のパフォーマー           | シアター・ロイヤルドルリー・レーン、チャリティ公演                                    |
| 2004      | The Fleer                                                           | ロード・ピソ                             | グローブ座、朗読劇                                                                    |
| 2005      | 怒りを込めて振り返れ Lock Back in Anger                             | ジミー・ポーター                         | シアター・ロイヤル、ロイヤル・ライシーアム劇場                                        |
| 2006      | 怒りを込めて振り返れ Lock Back in Anger                             | ジミー・ポーター                         | ロイヤル・コート・シアター、リハーサルの朗読のみ                                      |
| 2008      | ハムレット Hamlet                                                   | ハムレット                               | ロイヤル・シェイクスピア・カンパニー、ノヴェロ・シアター                              |
| 2008      | 恋の骨折り損 Love's Labour's Lost                                   | ビローン                                 | ロイヤル・シェイクスピア・カンパニー                                                  |
| 2010      | Celebrity Autobiography                                             | 様々な役                                 | レスター・スクウェア・シアター、ゲスト出演                                            |
| 2011      | 空騒ぎ Much Ado About Nothing                                       | ベネディック                             | ウィンダムズ・シアター                                                                |
| 2013      | リチャード二世                                                      | リチャード2世                            | ロイヤル・シェイクスピア・カンパニー                                                  |
| 2016      | リチャード二世                                                      | リチャード2世                            | ブルックリン・アカデミー・オブ・ミュージック                                          |
| 2017      | ソーホーのドン・ファン（原題) Don Juan in Soho                      | ドン・ファン Don Juan                    | ウィンダムズ・シアター                                                                |
| 2018      | The Muppets Take the O2                                             | Tenth Doctor                             | The O2 Arena                                                                          |
| 2022      | Good                                                                | John Halder                              | Harold Pinter Theatre                                                                 |
| 2023–24   | マクベス                                                            | マクベス                                 | ドンマー・ウエアハウス                                                                |

## 受賞歴
- 2005 スコットランド舞台における批評家賞、最優秀男性演技賞:『怒りを込めて振り返れ』のジミー・ポーター役[105]
- 2006 TVクイック&TVチョイス・アワード、最優秀俳優賞: 『ドクター・フー』[106]
- 2006 ナショナル・テレビジョン・アワード、最優秀俳優賞: 『ドクター・フー』[107]
- 2007 ウェールズBAFTA、最優秀俳優賞: 『ドクター・フー』[108]
- 2007 コンステレーション・アワード、2006年度SFドラマ最優秀男優賞: 『ドクター・フー「暖炉の少女」』[109]
- 2007 TVクイック&TVチョイス・アワード、最優秀俳優賞: 『ドクター・フー』[110]
- 2007 ナショナル・テレビジョン・アワード、人気俳優賞[111]
- 2007 グレンフィディック・スピリット・オブ・スコットランド・アワード、映像賞[112]
- 2008 コンステレーション・アワード、2007年度SFドラマ最優秀男優賞: 『ドクター・フー「ジョン・スミスの恋」/「ファミリーと永遠の命」』[113]
- 2008 TVクイック&TVチョイス・アワード、最優秀俳優賞: 『ドクター・フー』[114]
- 2008 ナショナル・テレビジョン・アワード、最優秀ドラマ演技賞: 『ドクター・フー』[115]
- 2009 クリティック・サークル・アワード、最優秀シェイクスピア演技賞:『ハムレット』（デレク・ジャコビの『十二夜』と同時受賞）[116]
- 2009 シアターゴアーズ・チョイス・アワード、年間最優秀演劇賞:『ハムレット』[117][118]
- 2010 ナショナル・テレビジョン・アワード、最優秀ドラマ演技賞:『ドクター・フー』
- 2010 コンステレーション・アワード、2009年度SFドラマ最優秀男優賞:"Doctor Who: The Waters of Mars"[119]
- 2011 TVチョイス・アワード、最優秀俳優賞:"Single Father"[120]
- 2012 BBCオーディオドラマ・アワード、最優秀俳優賞:"Kafka: The Musical"[121]
- 2012 第40回デイタイム・エミー賞、最優秀アニメ作品演技賞:『スター・ウォーズ/クローン・ウォーズ』[122]
- 2013 TVチョイス・アワード、最優秀俳優賞:"Broadchurch"[123]